# Impatiens nigrescens
Impatiens nigrescens är en balsaminväxtart som beskrevs av Joseph Dalton Hooker. Impatiens nigrescens ingår i släktet balsaminer, och familjen balsaminväxter. Inga underarter finns listade i Catalogue of Life.